# Последний бункер
«Последний бункер» — снятый на Украине украинский фильм 1991 года режиссёра Вадима Ильенко по повести Леонида Бородина «Перед судом».

## Сюжет
Конец 1940-х годов. Молодой лейтенант МВД приезжает для прохождения службы в городок в Закарпатье, где идет жестокая борьба советской милиции со скрывающимися в лесах остатками УПА.

## В ролях
- Алексей Богданович — лейтенант Сницаренко
- Виктор Соловьёв — майор Шитов
- Олег Штефанко — капитан Калиниченко
- Галина Сулима — Орина
- Елена Ильенко — Татьяна
- Борис Молодан — Гнатюк
- Наталия Гебдовская — жена Гнатюка
- Константин Линартович — руководитель отряда УПА
- Нина Антонова — эпизод
- Сергей Подгорный — эпизод
- Валерий Наконечный — эпизод

## О фильме
Авторы фильма стараются быть объективными в показе и оценке этой борьбы , но это не избавляет  от чувства, что картина носит явно антирусский характер, объясняемый, как утверждается, коварной и зверской политикой органов внутренних дел в этом регионе. Но фильм неплохой, и это позволяет рекомендовать его зрителям. Лаконичная манера постановки, замысловатая интрига, динамичный сюжет делают фильм интересным.— журнал «Вестник», 1996

## Фестивали и награды
Приз президента фестиваля (режиссёру В. Ильенко) на I МКФ в Ялте-97.